# Lars Gustafsson (litteraturhistoriker)
Lars Folke Robert Gustafsson, född 7 mars 1927 i Stockholm, död 1 augusti 2017 i Uppsala, var en svensk litteraturhistoriker och universitetslektor i Örebro. Han fick professors namn 1987.
Gustafsson har forskat om 1600-talets svenska idéliv och skrivit om detta i Virtus politica (1956). Han har även behandlat litteraturstudiets framväxt från Per Daniel Amadeus Atterbom till Henrik Schück i Estetik i förvandling (1986) och Litteraturhistorikern Schück (1983). Han utgav också antologin Svensk dikt (1968), som kom i flera nya upplagor.
Estetik i förvandling belönades med Warburgska priset 1987.
Lars Gustafsson har varit gift med Merete Mazzarella.